# 南通市

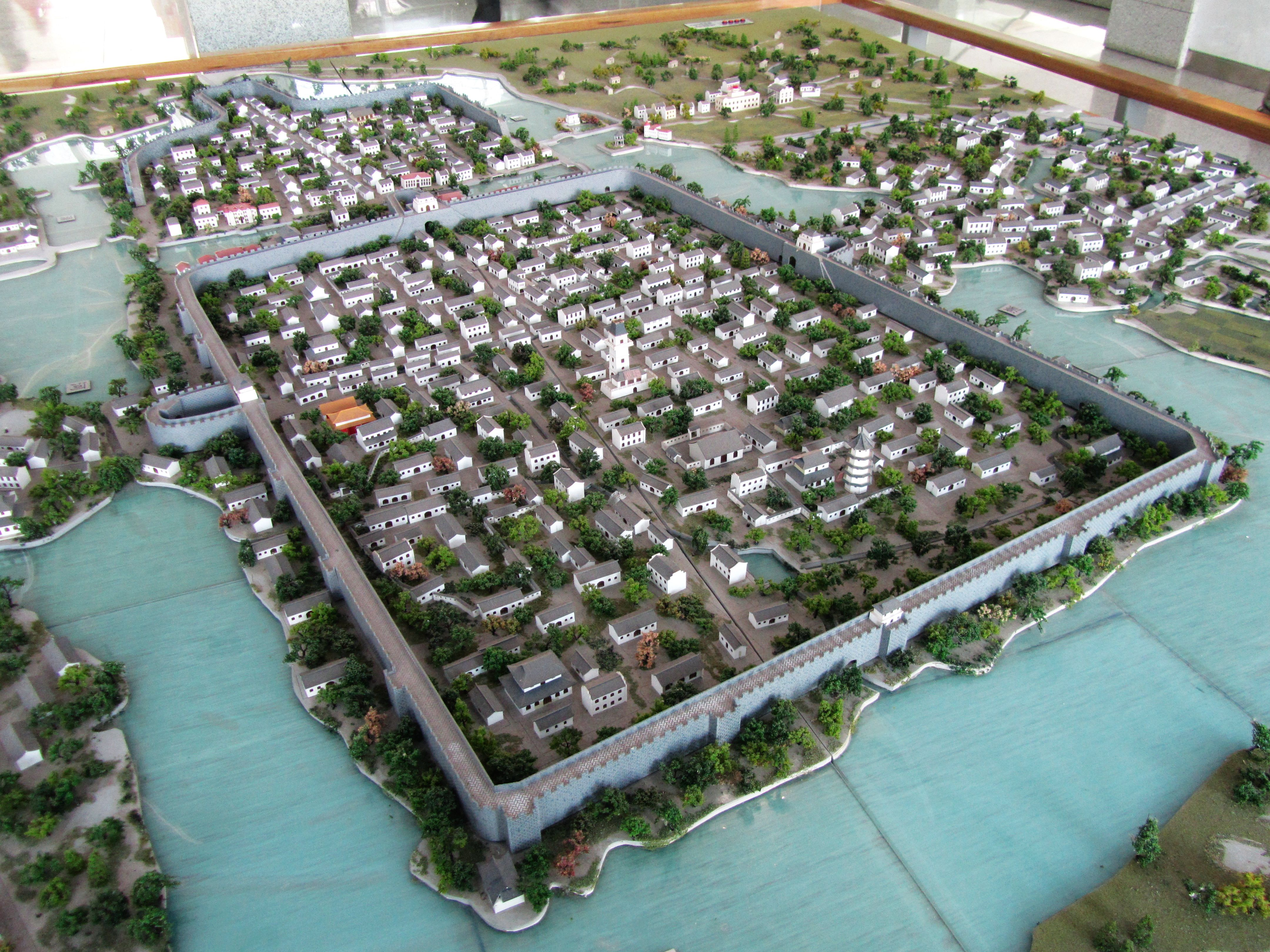
古南通城の模型

南通市（なんつう/ナントン-し、中国語:南通市、拼音: Nántōng、英語:Nantong）は中華人民共和国江蘇省に位置する地級市。2004年9月26日、第一回世界大都市発展高層論壇が南通で開催された。2005年の市内総生産の成長率は15.4%に達し、江蘇省内最大の経済成長率を記録している。2015年のGDPは6148.4億元に達し、全国で22番で、江蘇省内で4番である。2010 および 2020 年の国勢調査によると、地級市の中で最も高齢率が高い。

## 地理
南通市は江蘇省東南部に位置し、東は黄海、西は泰州、北は塩城、南は長江に面し、長江対岸には蘇州、上海が位置する。市内には狼山、濠河等の名勝が位置する。

## 歴史
南通市は長江の下流に位置する為、長江の土砂の堆積により陸地が形成され、およそ6500年前に陸地化した。5000年以上前の新石器時代の遺跡が発見され、市内の海安青墩地区では、原始氏族部落が繁栄した。五代十国時代に静海軍が設置された。後周の顕徳5年（958年）都市が建設され、通州となった。北宋の天聖元年（1023年）に崇州と改称された。景祐元年（1034年）に通州と改称された。
清末、実業家・教育家の張謇が当時の習慣を改め、南通に全国初の師範学校、民間博物館、紡績学校、刺繍学校、観劇学校、盲学校、気象観測所などを設置した、加えて中国人が自ら近代理念で全面的に都市建設を企画した。これらにより南通は「中国近代第一の城」と呼ばれる。
辛亥革命後、州制の廃止に伴い1912年（民国元年）に州の南通県が設置された。1949年（民国38年）2月、南通県は中国共産党の実効支配下に置かれ、城区、狼山、天生港地区に県級市としての南通市が設置され蘇北行署、南通地区専署の管轄とされた。1962年に省轄市に改編、1983年に南通地区と南通市を統合し地級市としての南通市が誕生している。

## 行政区画
3市轄区・3県級市・1県及び南通経済技術開発区を管轄する。
- 市轄区：
  - 崇川区・通州区・海門区
- 県級市：
  - 如皋市・啓東市・海安市
- 県：
  - 如東県

| 南通市の地図                                       |
| -------------------------------------------------- |
| 崇 川 区 通州区 海門区 如東県 啓東市 如皋市 海安市 |

### 年表
この節の出典

#### 蘇北行署区南通専区
- 1949年10月1日 - 中華人民共和国蘇北行署区南通専区が成立。南通市・如東県・南通県・海門県・啓東県・崇明県が発足。(1市5県)
- 1950年1月11日 - 泰州専区如皋県・海安県を編入。(1市7県)
- 1950年5月12日 - 南通市が地級市の南通市に昇格。(7県)
- 1952年11月15日 - 江蘇省の成立により、江蘇省南通専区となる。

#### 蘇北行署区南通市
- 1950年5月12日 - 南通専区南通市が地級市の南通市に昇格。城東区・城西区・城南区・城中区・唐閘区・鍾秀区・蘆涇区・狼山区を設置。(8区)
- 1952年11月15日 - 江蘇省の成立により、江蘇省南通市となる。

#### 江蘇省南通市(第1次)
- 1953年4月13日 (6区)
  - 城南区が城東区に編入。
  - 城中区が城西区に編入。
- 1954年12月3日 - 鍾秀区・蘆涇区・狼山区が合併し、郊区が発足。(4区)
- 1955年11月 (4区)
  - 城東区・城西区が合併し、城区が発足。
  - 唐閘区の一部が分立し、港口区が発足。
- 1955年12月 - 城区・港口区・唐閘区が郊区に編入。(1区)
- 1956年6月 - 郊区を廃止。(1市)
- 1958年9月19日 - 南通市が南通専区に編入。

#### 江蘇省南通地区
- 1956年4月14日 (7県)
  - 如東県・如皋県の各一部が南通県に編入。
  - 如東県の一部が海安県・如皋県に分割編入。
- 1956年7月25日 - 如皋県の一部が南通県に編入。(7県)
- 1957年11月29日 - 南通県・如皋県の各一部が合併し、通如県が発足。(8県)
- 1958年8月31日 - 通如県が南通県・如皋県に分割編入。(7県)
- 1958年9月19日 - 南通市を編入。南通市が県級市に降格。(1市7県)
- 1958年11月21日 - 崇明県が上海市に編入。(1市6県)
- 1959年11月 - 南通県の一部が南通市に編入。(1市6県)
- 1962年6月25日 - 南通市が地級市の南通市に昇格。(6県)
- 1964年8月18日 - 南通市の一部が南通県に編入。(6県)
- 1966年7月18日 - 南通市の一部が南通県に編入。(6県)
- 1970年 - 南通専区が南通地区に改称。(6県)
- 1979年7月13日 - 南通県の一部が南通市郊区に編入。(6県)
- 1983年1月18日 - 南通県・海門県・啓東県・如東県・如皋県・海安県が南通市に編入。

#### 江蘇省南通市(第2次)
- 1964年8月18日 - 南通市の一部が南通専区南通県に編入。(1市)
- 1966年7月18日 - 南通市の一部が南通専区南通県に編入。(1市)
- 1979年3月19日 - 城中区・港閘区・郊区を設置。(3区)
- 1979年7月13日 - 南通地区南通県の一部が郊区に編入。(3区)
- 1983年1月18日 - 南通地区南通県・海門県・啓東県・如東県・如皋県・海安県を編入。(3区6県)
- 1983年2月16日 - 城中区・港閘区が合併し、城区が発足。(2区6県)
- 1989年11月13日 - 啓東県が市制施行し、啓東市となる。(2区1市5県)
- 1991年2月6日 - 如皋県が市制施行し、如皋市となる。(2区2市4県)
- 1991年5月6日 (2区2市4県)
  - 城区が崇川区に改称。
  - 郊区が港閘区に改称。
- 1993年1月8日 - 南通県が市制施行し、通州市となる。(2区3市3県)
- 1994年4月26日 - 海門県が市制施行し、海門市となる。(2区4市2県)
- 2009年3月23日 - 通州市が区制施行し、通州区となる。(3区3市2県)
- 2018年2月22日 - 海安県が市制施行し、海安市となる。(3区4市1県)
- 2020年7月17日 (3区3市1県)
  - 崇川区・港閘区が合併し、崇川区が発足。
  - 海門市が区制施行し、海門区となる。

## 経済
南通市の基幹産業は港湾業であり、また紡績業、各種加工業も発展しており、
多くの日系企業が独資、合弁で進出している。
2015年のGDPは6148.4億元になって、全国で22番目で、江蘇省で4番目である。

## 交通

### 航空
1993年、南通市北部の通州市興東鎮（市内より18キロメートル）の場所に南通興東空港が開港し、北京、西安、広州、武漢、台北などの都市間に定期便が就航している。
また2016年から、日本(大阪、名古屋)、韓国(仁川)、タイランド(バンコク)などの国際定期便が就航している。

### 鉄道
鉄道は泰州・揚州・南京と連絡する寧啓線と淮安と連絡する支線が海安県で交差している。南通駅は2005年に拡張工事が実施され輸送能力が強化されている。2014年に、海安県と洋口港と連絡する海洋線が開業し、2016年7月13日には、南通市内を通過する京滬高速鉄道東線の建設が発表された。その後、2020年には塩城と連絡する塩通高速線、上海と連絡する滬蘇通線が開業し、南北方向の鉄道利便性が大幅に向上した。CRHの電車列車を利用した場合、省都の南京へは2時間半、上海へは1時間半でアクセス可能である。
地下鉄である南通軌道交通も運行されており、1号線が2022年に、2号線が2023年に開業した。

### 道路
2008年世界最大の斜張橋である蘇通長江公路大橋により長江対岸と連絡され、それまでフェリーによる水上輸送に依拠していた両岸交通に飛躍的な改善が行われている。2011年南通と上海と連絡する崇啓大橋を渡った。旅客輸送では長距離バスが省内各地と省外の主要都市を連絡している。G204国道が通り海安県でG328国道と接続する。

### 水運
南通港は長江下流の主要港湾として、現在は天生、南通、狼山の3港湾区及び青竜、啓東の埠頭を有している。洋口港は南通東海の深水港として建設している。南通港の岸壁の長さは4110.8メートルになり、1万トン級以上の貨物埠頭が7箇所、千トン級以上の埠頭が19箇所、客運用の埠頭が5箇所、港湾作業船用の作業埠頭が5箇所、更に内航水運専用の千トン級以下の小規模埠頭が18箇所設置されている。貨物積み下ろし用施設が2箇所、石油積み下ろし用施設が1箇所、鉱石積み下ろし用施設が1箇所設置され、また係留用のブイが10箇所設置されている。

## 観光スポット

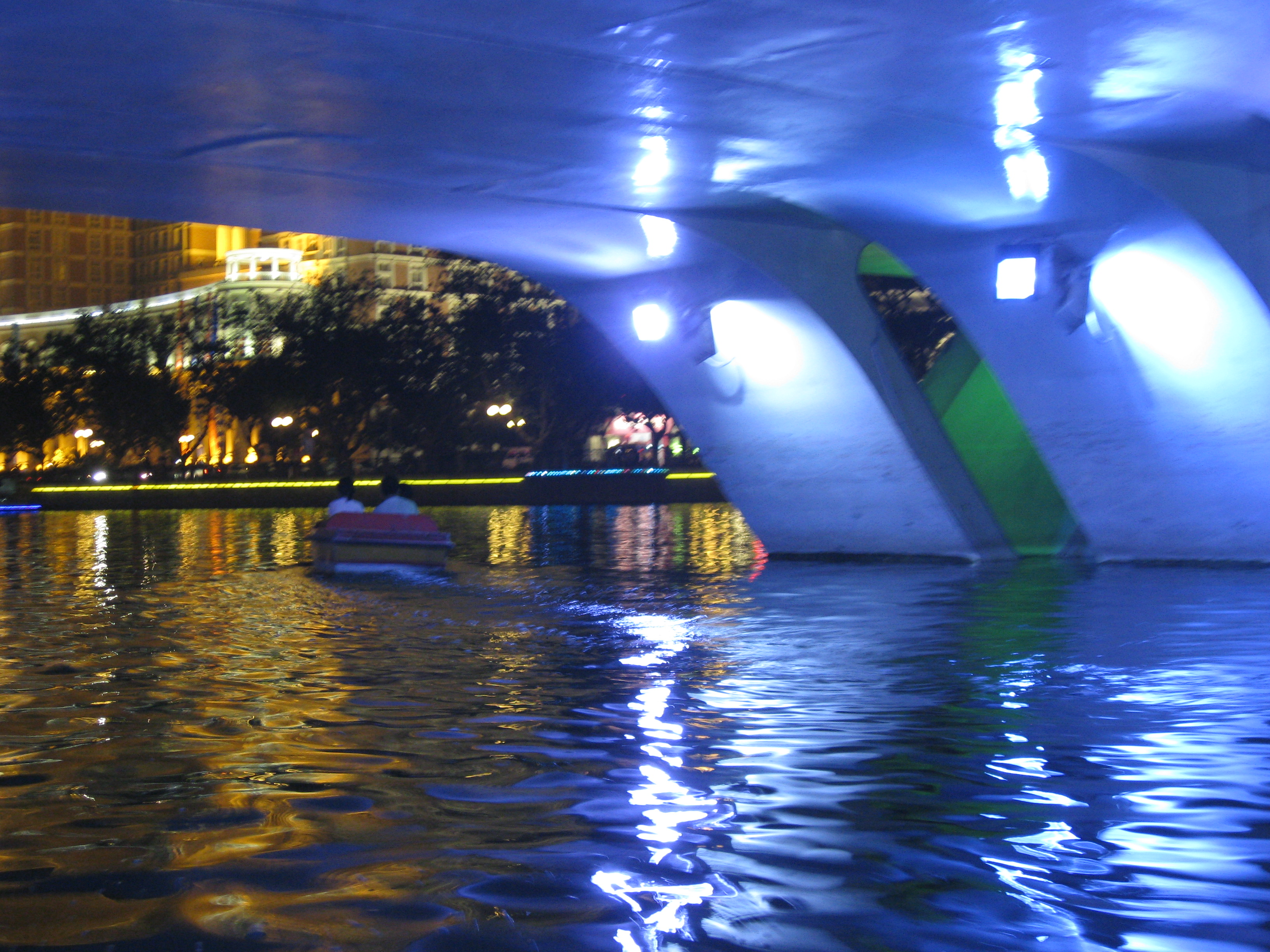
濠河の夜景

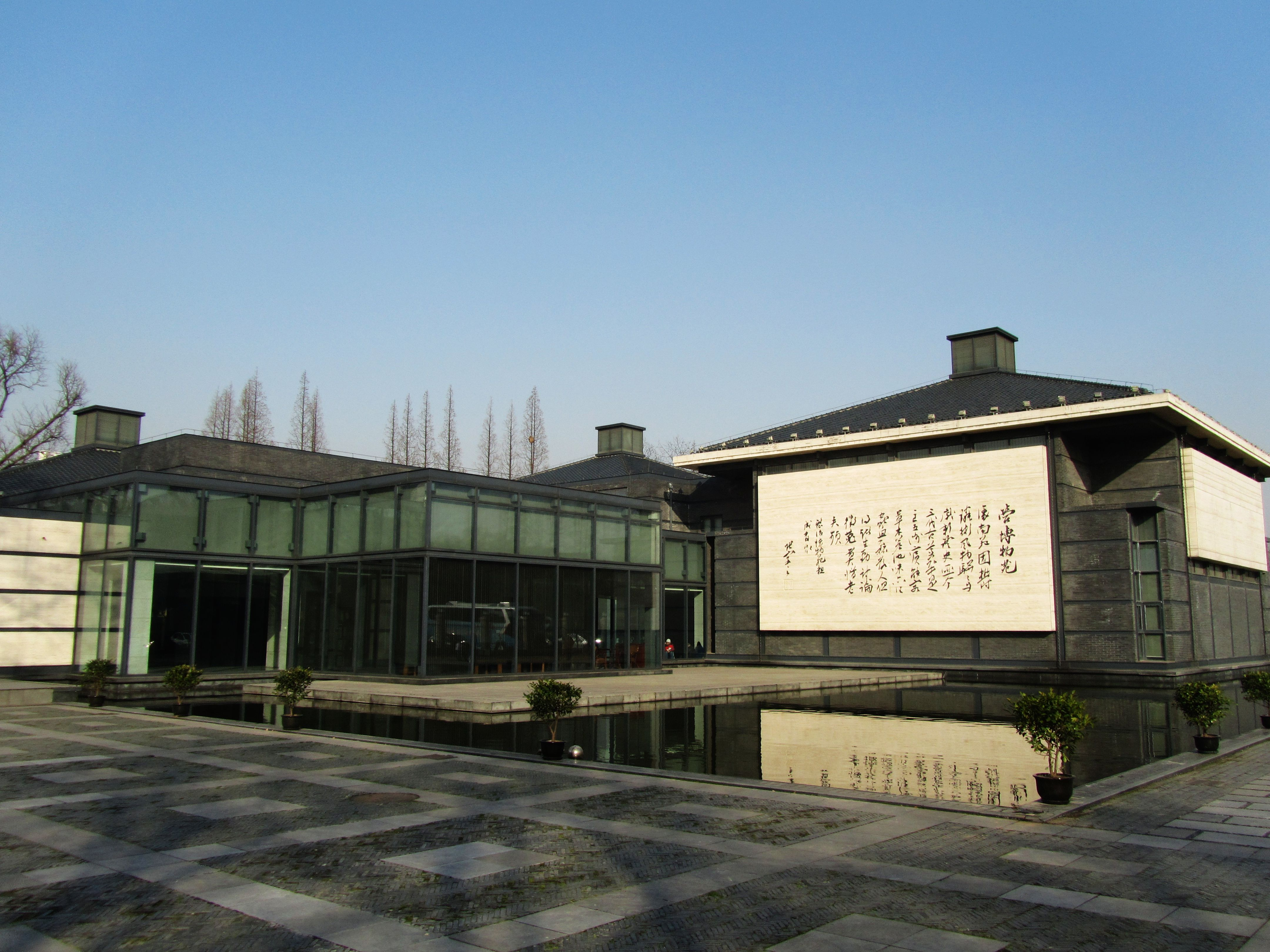
南通博物苑

- 狼山風景区
- 濠河風景区
- 張謇記念館
- 軍山
- 嗇園
- 蛎岈山生態旅游
- 三星繍品城
- 円陀角風景区
- 呂四風情区
- 徽派園林孤本水絵園
- 南通博物苑
- 千年古刹定慧禅寺
- 南通文廟

## 特産品
- 白蒲茶干
- 水明楼黄酒
- 嵌桃麻糕
- 西亭脆餅
- 南通風筝
- 南通盆景
- 藍印花布
- 紅木彫刻
- 薄荷脳
- 王氏保赤丸
- 季徳勝蛇薬

## 教育

### 中学教育

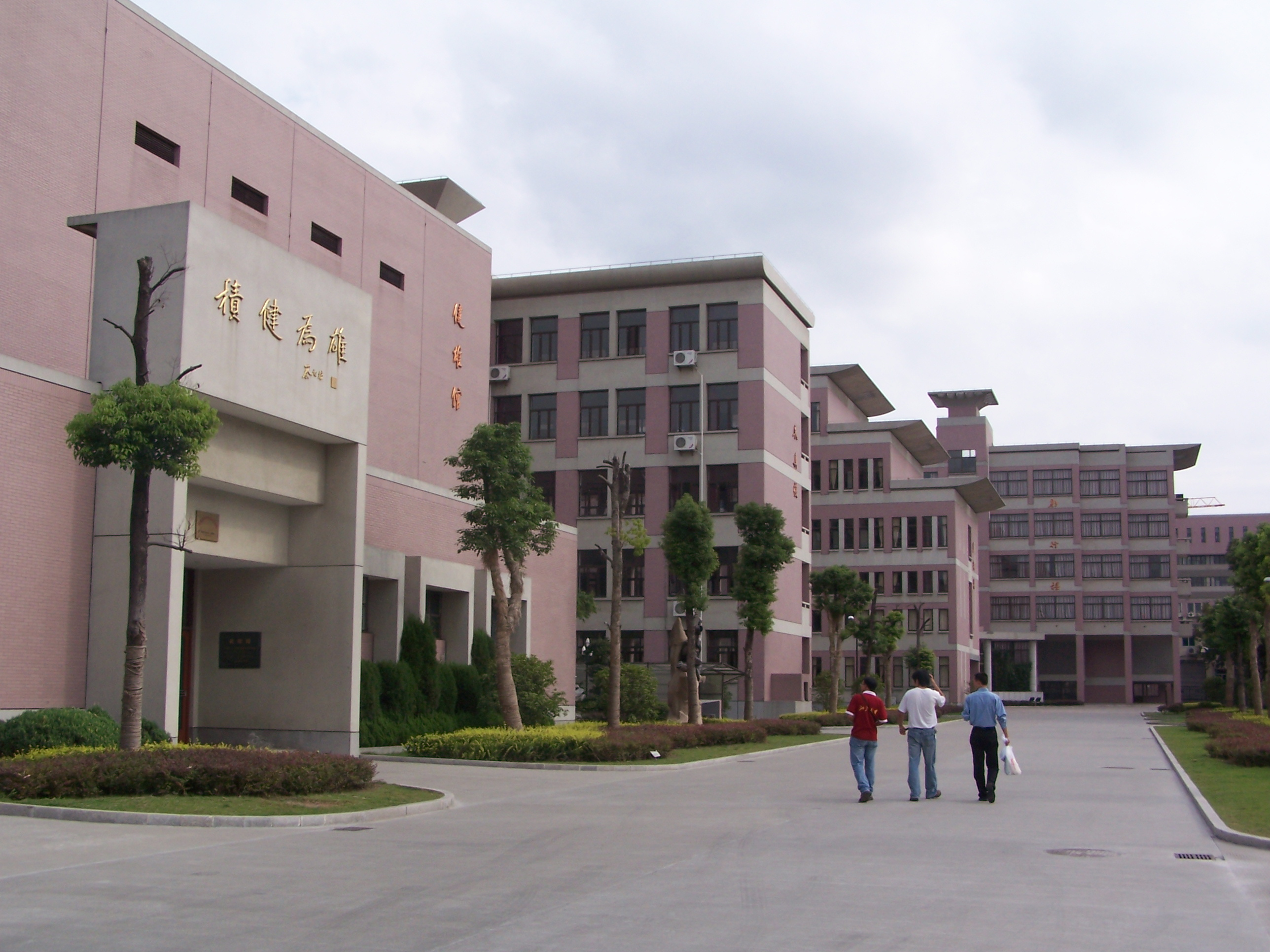
江蘇省南通中学

南通市は中国で「基礎教育の郷」と称される。また中国教育界では「高考の結果は江蘇省を、江蘇省の高考の結果は南通市を見よ」との言葉があり、全国普通高等学校招生入学考試での江蘇省は全国1位、その中で南通市は10年連続で江蘇省1位であり、毎年一校より10数名から20数名が清華大学、北京大学に合格している状況を表している。

#### 中学
- 南通中学
- 南通市第一中学
- 南通市啓秀中学
- 南通市新橋中学
- 南通市天星湖中学
- 南通市天生港中学
- 南通市第三中学
- 南通市第二中学
- 江蘇省栟茶高級中学
- 江蘇省海安高級中学

### 大学・技術学院
- 南通大学:2004年5月、南通医学院、南通工学院、南通師範学院が合併して総合大学となった。
- 南通理工学院
- 南通職業大学
- 南通紡績職業技術学院
- 南通航運職業技術学院
- 南通広播電視大学
- 南通師範学校
- 南通農業職業技術学院
- 江蘇商貿職業技術学院

## 有名人

### 近代
- 張謇:清末の科挙合格者、実業家、教育家。清末期は君主立憲派の指導者
- 易作霖:民初の言語学者、教育者、慈善家

### 現代

#### 芸術家、科学者
- 趙丹:演出家
- 季徳勝:蛇薬の専門家
- 楊楽:数学家
- 王个簃:国画大師
- 范曾:国画大師

#### 政界
- 丁薛祥:中国共産党第19期中央政治局委員、党中央弁公庁主任、党総書記弁公室主任、国家主席弁公室主任。
- 李金華:中華人民共和国審計署審計長
- 劉延東:中国共産党中央統一戦線工作部部長、李克強内閣副首相
- 陳炳徳:中国共産党中央軍事委員会委員
- 顧秀蓮:中国人民政治協商会議副主席

#### スポーツ
- 周玲美
- 張潔雲
- 呉健秋
- 殷勤
- 趙剣華（zh）
- 林莉
- 葛菲（zh）
- 李菊（zh）
- 黄旭（zh）
- 陸斌
- 趙婷婷（zh）
- 陳玘
- 陳若琳

## 方言
南通の方言はきわめて複雑である。理由として南通が交通の要衝であり、各時代に移民がきた歴史と関係する。また、呉語圏の最北端（言語境界）地域と言われている。
- 西部・北部地区の海安・如皋および如東の大部分の地区の方言は江淮官話泰如片に属し、その中には如東東部地区とその他地区で二種類に分けられ前者を如東話、後者を如海話と呼ぶ。
- 南通市区（及びその郊外）の方言は南通話と呼ばれ、通常、江淮官話泰如片に入れられる。しかし、前者と南通話との交流はできない（ゆえに南通話を単独方言と看做す人もいる）。
- 通州の主要な方言はその他に呉方言、通東話、金沙話である。その中で、金沙話は通東話と江淮官話、南通話の混ざった方言でありその他二種の呉方言との意思疎通は困難である。
- 啓東・海門の南部、如東沿海地区の一部は呉方言の一つ、啓海話（沙地語）である。
- 啓東海門の北部と通州の一部は通東話を話す。通東話は呉方言毗陵小片に属し、南通東部地区の最初の方言から発展して来たものである*南通話の形成と発展は目下、言語学上の権威的な論述がないが、通東話と啓海話は異なる時期に江南から来た移民が持ってきたものと考えられている。

このように南通には多くの方言があり、方言混在地区では一人が2種類以上の方言を話すことが出来るため、会話の際に相手の方言を話すことが珍しくない。

## 友好都市
国際友好都市
- スウォンジ（イギリス） - 1987年4月10日[7]
- 豊橋市 - 1987年5月26日[7]
- 和泉市 - 1993年4月24日[7]
- ジャージーシティ - 1996年4月2月[7]
- Troisdorf（ドイツ・ノルトライン＝ヴェストファーレン州） 1997年4月8日[7]
- 金堤市 - 1997年10月22日[7]
- チヴィタヴェッキア - 1999年12月1日[7]
- リムスキ（カナダ・ケベック州） - 2003年9月8日[7]
- Helao Nafidi（ナミビア） - 2007年5月2日[7]
- ハボローネ（ボツワナ） - 2008年10月30日[7]
- イルクーツク - 2009年6月14日[7]
- ヴァコア・フェニックス（モーリシャス） - 2010年7月31日[7]
- モスコフスキー区（英語版）（ロシア・サンクトペテルブルク） - 2010年9月17日[7]